# نيك روجرز
نيك روجرز (بالإنجليزية: Nick Rogers)‏ هو لاعب كرة قدم أمريكية أمريكي، ولد في 31 مايو 1979 في إيست بوينت في الولايات المتحدة، وتوفي في 4 مايو 2010 في كوليج بارك في الولايات المتحدة.

## وصلات خارجية
- نيك روجرز على موقع مرجع كرة القدم المحترفة.كوم (الإنجليزية)